# 徐毅 (1918年)
徐毅（1918年—1951年6月29日），江西省南昌市人，中國共產黨員，江西省立第一職業學校畢業，戰後來台參與中共中央社會部台灣工作站活動，受牽連判處死刑，1951年6月29日槍決於台北水源路刑場。

## 生平
徐毅，1918年生於江西省南昌市，江西省立第一職業學校畢業。戰後赴台任台灣省政府教育廳編審委員會幹事。
1948年中共中央社會部部長李克農先後派遣朱芳春(化名非)、蕭明華及周一栗等多名特工赴台發展組織。由非領導，並由蘇藝林負責軍事情蒐，非透過關係進入國語日報社任副總編輯，非在國語日報社與馬學樅銜接工作後，於1949年3月至6月間在臺灣省政府社會處主辦之社會科學研究會附設「實用心理學補習班」講課，吸收學員陳平、熙、鄭臣嚴、王隆煜、李學驊、孫清河等人陸續加入「新民主主義青年團中央黨部」，陳平、安學林與余熙同一小組。
陳平於1949年8月間經由周一粟介紹，吸收徐毅參加組織。徐毅參加組織後，介紹台新棉織廠廠長謝克倫參加組織。
1949年8月于非返回中國，李克農即指示不可再組織讀書會，會很容易被破獲，要求他們化整為零，並改為單線聯絡，並且以蒐集情報與策反為工作重點，1949年10月于非回台後，將組織名稱改為中共中央社會部台灣工作站 。
經過一年多的情蒐，1950年3月22日非帶著包含「海南島作戰計畫書」、「臺灣省作戰計畫書」等多達二十幾種相關軍事情報之相片膠卷，從基隆搭船往香港返回上海。同年5月海南島全島遭到中共解放。
1950年2月蕭明華因非在大陸身分遭偵破在住處被逮捕組織相關人等陸續遭到逮捕，1950年6月4日徐毅被傳訊後收押，1951年7月全案偵查進入後續收網階段，調查局在香港新聞天地週刊刊登整刊的特稿，以李克農照片為封面，標題中共社會部首領李克農的潛台組織已被一網打盡。
徐毅與同案蘇藝林、陳平、田子彬、安學林、張慶、嚴明森、孫玉林、劉維、白靜寅、熙、周一粟、葛仲卿、譚興坦、林振成、簡桂生、馬學樅、李學驊共18人被判處死刑，1951年6月29日槍決於水源路刑場。

## 紀念
2013年10月 北京西山國家森林公園的無名英雄廣場上立有無名英雄紀念碑，為紀念來台灣在1950年代被處決「隱避戰線烈士」而設立，徐毅銘刻於紀念碑上，為中共國家安全部追認之中華人民共和國烈士。